# Alchemilla glareosa
Alchemilla glareosa é uma espécie de rosácea do gênero Alchemilla, pertencente à família Rosaceae.